# 克蘭樹
克蘭樹又稱，臺灣話亦稱㮌頭果（或記作面頭果），为錦葵科克蘭樹屬下的一个种，分布泛熱帶，產廣東、海南及台灣南部低地山麓，常於次生林中，以恆春半島最多。其葉子與野桐、血桐、白匏子相似。
克蘭樹屬 Kleinhovia 是紀念一位荷屬東印度公司德國醫生 Christiaan Kleynhoff，他在巴達維亞的植物園；又因树皮似麻，其纤维可编绳和织麻袋，且鹧鸪喜隐栖其中，因而得名。
克蘭樹可做為防風綠化及庭園樹。樹皮纖維可製繩索、織麻袋和作為造紙之原料。木材質地輕軟，可做為漁網浮苓、農具、傢俱，恆春地區原住民用來製作刀鞘。台灣原住民傳統小米粽阿粨、吉拿富常以克蘭樹葉做為包材。